# Elio Guzzanti
Elio Guzzanti (* 18. August 1920 in Rom; † 2. Mai 2014 ebenda) war ein italienischer Arzt, Professor an der Università Cattolica del Sacro Cuore in Rom und Politiker.

## Leben
Elio Guzzanti war ein Spezialist für Erkrankungen der Atemwege und für Krankenhaushygiene und -technik. Er war Direktor der Krankenhäuser Santo Spirito, San Camillo und der Poliklinik Umberto I in Rom. Von 1976 bis 1984 und von 1991 bis 1993 war er Mitglied des Board of Health. Von 1985 bis 1994 war er wissenschaftlicher Direktor der Kinderklinik Bambino Gesù und von 1996 bis 1998 Direktor des Amtes für regionale Gesundheitsdienste.
Außerdem war er Autor zahlreicher Publikationen auf dem Gesundheitssektor. Elio Guzzanti war als Parteiloser vom 17. Januar 1995 bis zum 17. Mai 1996 italienischer Minister für Gesundheit unter dem Ministerpräsidenten Lamberto Dini. Sein Vorgänger war Raffaele Costa, seine Nachfolgerin Rosy Bindi.
Er war Präsident des Wissenschaftlichen Ausschusses der Cesare Serono Stiftung. Am 28. Oktober 2009 wurde er nach dem Rücktritt des Präsidenten der Region Latium, Piero Marrazzo, von der Regierung Berlusconi zum ad acta Kommissar für Gesundheit in dieser Region ernannt.
Weiter war er der wissenschaftliche Direktor des Instituts für Krankenhausaufenthalt und Betreuung (IRCCS Oasi Troina) in Enna.
Elio Guzzanti starb im Mai 2014 im Alter von 93 Jahren in der Gemelli-Klinik in Rom.

## Familie
Er war der Onkel von Paolo Guzzanti, Journalist und Politiker, dessen Kinder Corrado, Sabina und Caterina als Komiker und TV-Persönlichkeiten bekannt sind.